# کیکو راتون
کیکو راتون (انگلیسی: Kiko Ratón؛ زادهٔ ۱۹ سپتامبر ۱۹۷۶) بازیکن فوتبال اهل اسپانیا است.
از باشگاه‌هایی که در آن بازی کرده‌است می‌توان به باشگاه فوتبال هرکولس، باشگاه ورزشی تنریف، باشگاه فوتبال ایراکلیس ۱۹۰۸، و باشگاه فوتبال ژیرونا اشاره کرد.